# (4873) Fukaya
(4873) Fukaya es un asteroide perteneciente al cinturón de asteroides, descubierto el 4 de marzo de 1990 por Atsushi Sugie desde el Observatorio Astronómico Dynic, Taga, Japón.

## Designación y nombre
Designado provisionalmente como 1990 EC. Fue nombrado Fukaya en homenaje a la ciudad japonesa de Fukaya situada a 70 km al noroeste de Tokio, no lejos del Observatorio Astronómico Nacional Estación Dodaira.

## Características orbitales
Fukaya está situado a una distancia media del Sol de 3,028 ua, pudiendo alejarse hasta 3,300 ua y acercarse hasta 2,756 ua. Su excentricidad es 0,089 y la inclinación orbital 10,79 grados. Emplea 1924 días en completar una órbita alrededor del Sol.

## Características físicas
La magnitud absoluta de Fukaya es 12,1. Tiene 12,437 km de diámetro y su albedo se estima en 0,218.